# LIXIL住宅研究所
株式会社LIXIL住宅研究所（リクシルじゅうたくけんきゅうしょ、LIXIL Housing Research Institute, Ltd.）は、株式会社LIXILの傘下にある日本の建設会社。

## 概要
当社では住宅フランチャイズを導入しており、商品開発、部材の直接一括購入、金融・保証、広告宣伝活動を本部で担うことで、単独では困難な地場ビルダー（工務店）を住宅メーカー並みに事業展開を行うことを可能にしている。
住宅フランチャイズのパイオニアで省コストの在来木造住宅「アイフルホーム（EYEFUL HOME）」、高性能で中高級クラスの在来木造住宅「フィアスホーム（FIACE HOME）」、2×6（ツーバイシックス）住宅「ジーエルホーム（GL HOME）」の3ブランドがあり、各ブランドの社内カンパニーにて運営が行われている。

## 沿革
- 2002年
  - 3月12日：株式会社住生活グループ（現・株式会社LIXIL）の建設事業会社として株式会社21世紀住宅研究所を設立。
  - 9月26日：株式会社アイフルホームテクノロジー、ブライトホーム株式会社、ワンダーホーム株式会社、アメリカンスピリットホームズ株式会社、ゴーイングホーム株式会社の5社を取得し、中間持株会社へ移行。
- 2003年7月：ブライトホーム株式会社の「GL2×4」FC事業とアメリカンスピリットホームズ株式会社の「高級2×4」事業を統合し、ジーエルホーム株式会社を設立（アメリカンスピリットホームズ株式会社の都市型分譲事業部は株式会社クラシスとして分社化、2007年4月に株式会社住生活グループ直下の子会社となる）。
- 2007年
  - 4月1日：株式会社トステム住宅研究所に商号変更。
  - 7月1日：株式会社アイフルホームテクノロジー、ブライトホーム株式会社、ワンダーホーム株式会社、ゴーイングホーム株式会社の4社を吸収合併。同時に社内カンパニー制を導入し、吸収合併した4社は「アイフルホームカンパニー」・「ブライトホームカンパニー」・「ワンダーホームカンパニー」・「ゴーイングホームカンパニー」となる。
- 2008年4月1日：「ブライトホームカンパニー」・「ワンダーホームカンパニー」・「ゴーイングホームカンパニー」が統合して「フィアスホームカンパニー」となる。
- 2011年4月1日：株式会社LIXILの発足を契機に、株式会社LIXIL住宅研究所に商号変更。
- 2012年4月1日：子会社のジーエルホーム株式会社のFC本部事業部門を分割し、社内カンパニー「ジーエルホームカンパニー」として当社に統合。ジーエルホーム株式会社は当社の直営子会社で「ジーエルホームカンパニー」のFC加盟店として存続。
- 2015年6月26日：中間事業持株会社となった株式会社LIXIL住生活ソリューションの子会社となる。
- 2016年3月：株式会社クラシスを吸収合併。
- 2021年1月29日：インターネット専業銀行である住信SBIネット銀行株式会社を所属銀行とする銀行代理業を開始するとともに、当社が取り扱うFCブランドの新築住宅購入者向け住宅ローンの取り扱いを開始[2]。

## 販売地域
ブランドにより販売地域が異なっており、複数のブランドが販売されている地域もある。以下は2021年3月時点での販売地域（住宅展示場や事務所がある地域）である。
- 3ブランド全て販売

山形県、福島県、茨城県、長野県、兵庫県
- アイフルホームとフィアスホームの2ブランドを販売

山梨県、岐阜県、滋賀県、島根県、岡山県、広島県、徳島県、愛媛県
- アイフルホームとジーエルホームの2ブランドを販売

宮城県、群馬県、千葉県、静岡県、愛知県
- アイフルホームのみ販売

北海道、青森県、岩手県、秋田県、栃木県、埼玉県、東京都、神奈川県、新潟県、石川県、三重県、大阪府、奈良県、鳥取県、山口県、香川県、高知県、福岡県、佐賀県、長崎県、熊本県、大分県、宮崎県、鹿児島県
- フィアスホームのみ販売

福井県、京都府
- ジーエルホームのみ販売

和歌山県
富山県と沖縄県にはFCビルダーがなく、3ブランドとも販売されていない。

## CM

### 概要
- アイフルホームカンパニーはピアニスト・女優の松下奈緒[注 1]をイメージキャラクターにした企業CMを、スポットCMを中心に流している。2008年に映画『砂時計』のタイアップを兼ねたバージョン企業CMを放送していたこともある。主題歌及びCMソングは、3人組音楽グループいきものがかりの「帰りたくなったよ」を起用した。2017年8月より俳優の山﨑賢人をイメージキャラクターにした企業CMを放映している。2021年よりギタリスト、ベーシストの三宅兄妹(ロイロイロ)を起用。
- フィアスホームカンパニーもアイフルホームカンパニー同様企業CMを、スポットCMを中心に流している。フィアスホームカンパニー創業となった2008年4月1日より青山テルマの「Paradise」をCMソングに起用した企業CMを流していた時期もある（全国向けは2008年4月2日からテレビ朝日『スーパーモーニング』で放映開始。）。

### 提供番組

#### アイフルホーム

##### 現在
- 無し。

※（1ヵ月限定による提供または、企業CMを中心にスポットCMを流している。）

##### 過去
- JNNニュースの森（平日、朝日ソーラーと共にナショナルスポンサーとして、1995年4月 - 1996年3月）
- ニュース・パレード（文化放送）
- 月曜ゴールデン（『月曜ドラマスペシャル』の頃から提供、2008年頃まで）※

※未販売地域ではACジャパンに差し替えたケースあり。
- 所さんの学校では教えてくれないそこんトコロ!（テレビ東京・2013年1月11日から同年1月25日まで、同年4月5日放送から同年4月26日までの全国提供枠）

#### フィアスホーム

##### 現在
なし（企業CMを中心にスポットCMを流している。）

##### 過去
- ズームイン!!サタデー（日本テレビ・2008年4月5日から全国提供枠で放送開始）※
- スーパーモーニング（テレビ朝日・2008年4月2日から全国提供枠で放送開始）※

※未販売地域ではACジャパンに差し替えたケース場合あり。

#### ジーエルホーム

##### 現在
なし

##### 過去
- タイムショック21（テレビ朝日系列）